# Велики белоноси заморац
Велики белоноси заморац (лат. Cercopithecus nictitans) је врста примата (Primates) из породице мајмуна Старог света (Cercopithecidae).

## Распрострањење
Ареал великог белоносог заморца обухвата већи број држава. 
Врста има станиште у Нигерији, Камеруну, Републици Конго, ДР Конгу, Обали Слоноваче, Екваторијалној Гвинеји, Гвинеји, Либерији, Централноафричкој Републици и Габону.

## Станиште
Станишта врсте су шуме и мочварна подручја.

## Подврсте
Постоје две подврсте великог белоносог заморца:
- Cercopithecus nictitans martini;
- Cercopithecus nictitans nictitans.

## Угроженост
Ова врста је наведена као последња брига, јер има широко распрострањење и честа је врста.